# Werauhia acuminata
Werauhia acuminata là một loài thuộc chi Werauhia. Đây là loài bản địa của Costa Rica.